# Рибалко Олександр Тимурович
Олекса́ндр Тиму́рович Риба́лко — майор Служби безпеки України, учасник російсько-української війни. Повний кавалер ордена «За мужність».

## Нагороди
- орден «За мужність» I ступеня (2019) — За особисту мужність і самовіддані дії, виявлені у захисті державного суверенітету та територіальної цілісності України, вірність військовій присязі .
- медаль «Медаль «За військову службу Україні»» (2018) — За особисті заслуги у зміцненні національної безпеки, мужність, високий професіоналізм та зразкове виконання службового обов’язку.
- орден «За мужність» III ступеня (2016) — За особистий внесок у зміцнення обороноздатності Української держави, мужність, самовідданість і високий професіоналізм, виявлені під час бойових дій та при виконанні службових обов'язків.